# نیلز روسلر
نیلز روسلر (انگلیسی: Nils Röseler؛ زادهٔ ۱۰ فوریهٔ ۱۹۹۲) بازیکن فوتبال اهل آلمان است.
از باشگاه‌هایی که در آن بازی کرده‌است می‌توان به باشگاه فوتبال فنلو، باشگاه فوتبال کمنیتس، و باشگاه فوتبال توئنته اشاره کرد.